# Лопатодзьоб бурощокий
Лопатодзьоб бурощокий (Platyrinchus saturatus) — вид горобцеподібних птахів родини тиранових (Tyrannidae). Мешкає в Південній Америці.

## Підвиди
Виділяють два підвиди:
- P. s. saturatus Salvin & Godman, 1882 — східна Колумбія, південна Венесуела, Гвіана, північна Бразильська Амазонія, локально на північному сході Еквадору (Сукумбіос) та на північному сході Перу (Лорето);
- P. s. pallidiventris Novaes, 1968 — центральна Бразилія (на південь від Амазонки, від річки Тапажос до північного Мараньяну, локально на півночі Мату-Гросу (Алта-Флореста) і на сході Рондонії).

## Поширення і екологія
Бурощокі лопатодзьоби мешкають в Колумбії, Венесуелі, Гаяні, Суринамі, Французькій Гвіані, Бразилії, Еквадорі і Перу. Вони живуть у вологих рівнинних тропічних лісах. Зустрічаються на висоті до 900 м над рівнем моря. Живляться комахами та іншими безхребетними, яких шукають в густій рослинності на висоті 1-3 м над землею.